# Benoît Pedretti
Benoît Pedretti (Audincourt, 12 november 1980) is een Franse voetballer (middenvelder) die sinds 2011 voor de Franse eersteklasser Lille OSC uitkomt. Voordien speelde hij onder andere voor FC Sochaux-Montbéliard, Olympique Lyon en AJ Auxerre. Met Sochaux won hij de Coupe de la Ligue in 2004 en met Lyon werd hij landskampioen in 2006.
Pedretti speelde in de periode 2002-2005 22 interlands voor de Franse nationale ploeg.
Hij is getrouwd en heeft een dochtertje genaamd Lena.